# الأخت إيمانويل
الأخت إيمانويل ولدت في 16 نوفمبر 1908 في بروكسل ببلجيكا (وتعرف أيضًا باسم الأخت مانويلا أو إيمانويل أو مانوئيلا) هي راهبة كاثوليكية بلجيكية المولد فرنسية الجنسية، وقد أعطيت الجنسية المصرية عام 1991 تكريمًا لها. وهبت حياتها لمحاربة الفقر في البلدان الفقيرة وكانت تسمى بالأم تريزا الثانية.
ولدت باسم مادلين سينكوين في بروكسل لعائلة تمتهن صناعة الملابس لأب فرنسي وأم بلجيكية. شاهدت والدها يغرق وهي في سن السادسة. تخرجت في جامعة السوربون وحصلت على شهادة في الفلسفة، في عام 1929 بدأت حياتها الدينية وأصبحت راهبة. وفي عام 1930 عملت لفترة كمعلمة بمدرسة نوتردام ديسيون بإسطنبول عاصمة تركيا حيث عاشت حتى ستينات القرن الماضي وتضمنت هذه الفترة رحيلها للأسكندرية وتونس لعدة سنوات.
بعدها درست الأدب والفلسفة بتونس وإسطنبول والقاهرة والأسكندرية، لكنها وبعد أن رأت أحوال جامعي القمامة في القاهرة وتحديدًا في عام 1971 قررت العيش معهم لمساعدة الفقراء من 1971 حتى 1993. وعندما عادت إلى فرنسا، وجدت نفسها محط أنظار الاعلام هناك. إلى جانب أعمالها الخيرية فقد عرفت بأفكار غير تقليدية مثل دعم استعمال حبوب منع الحمل والسماح للكهنة الكاثوليك بالزواج. اشتهرت في فرنسا وشاركت في حوارات تلفازية. تم اختيارها كواحدة من الشخصيات الأكثر شهرة في فرنسا وقد تم مقارنتها بالأم تريزا بالرغم من أنها وصفت هذه المقارنة بالسخيفة. في سنة 2003 أذاع التليفزيون الفرنسي الفيلم الوثائقي (بالفرنسية: Soeur Emmanuelle: An Exceptional Woman)‏ أو "الأخت إيمانويل: سيدة غير عادية"، وفي سنة 2005، حلت إيمانويل في المركز الخامس في قائمة أعظم البلجيكيين في البرنامج التلفزيوني الذي يحمل الاسم ذاته في قناة آر تي بي إف البلجيكية الناطقة بالفرنسية.

## نشاطها في مصر
ببداية سبعينيات القرن الماضي بدأت مشروعاتها التنموية في مصر وتحديدًا في القاهرة بمنطقة تعرف بـحي الزبالين. وفي سن الـ85 بناء على أمر من رهبنتها لكي يستفيد منها الرهبان من خبرتها في الأعمال الخيرية في الدول النامية، تركت مصر وعادت إلى فرنسا حيث استقرت في دير في الجنوب.
توفيت في 20 أكتوبر 2008 في كاليان. أثناء نومها لأسباب طبيعية عن عمر يناهز التسعة وتسعين عامًا، قبل أربعة أسابيع من احتفالها ببلوغها المئة عام. Les Amis de Soeur Emmanuelle أو أصدقاء الأخت إيمانويل هي منظمة خيرية أقيمت ببروكسل مسقط رأسها.